# NGC 4203
NGC 4203 (również PGC 39158 lub UGC 7256) – galaktyka eliptyczna (E/SB0), znajdująca się w gwiazdozbiorze Warkocza Bereniki. Odkrył ją William Herschel 20 marca 1787 roku. Jest to galaktyka z aktywnym jądrem typu LINER.